# West Burlington (Iowa)
West Burlington è un comune degli Stati Uniti d'America, situato nello stato dell'Iowa, nella contea di Des Moines. Secondo il censimento del 2020 gli abitanti di West Burlington ammontavano a 3 197.